# 100cc
100cc è un album di raccolta del gruppo musicale britannico 10cc, pubblicato nel 1975.

## Tracce

### Edizione UK
Side 1
1. Rubber Bullets – 5:18
2. Donna – 2:54
3. The Dean and I – 3:03
4. The Wall Street Shuffle – 4:02
5. Silly Love – 3:56

Side 2
1. Waterfall – 3:41
2. 4% of Something – 4:01
3. Gismo My Way – 3:44
4. Hot Sun Rock – 3:01
5. Bee in My Bonnet – 2:02
6. 18 Carat Man of Means – 3:27

### Edizione USA
Side 1
1. Old Wild Men – 3:18
2. The Wall Street Shuffle – 3:30
3. Somewhere in Hollywood – 5:28
4. Rubber Bullets – 4:41
5. Waterfall – 3:41

Side 2
1. The Worst Band in the World – 2:45
2. Donna – 2:54
3. The Dean and I – 3:03
4. Fresh Air for My Momma – 3:02
5. Silly Love – 3:56

## Formazione
- Eric Stewart – chitarra, tastiera, voce
- Graham Gouldman – basso, chitarra, percussioni, voce
- Lol Creme – chitarra, tastiera, percussioni, voce
- Kevin Godley – batteria, percussioni, voce